# The Gutter Twins

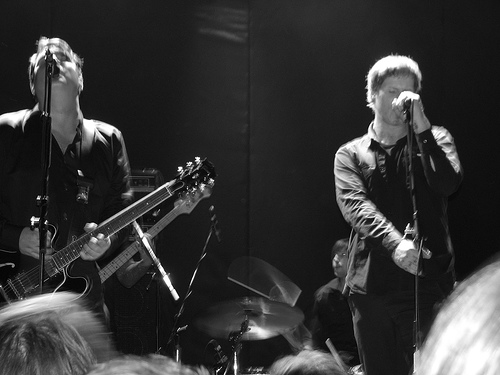
The Gutter Twins durante su actuación inaugural en EE. UU. (14 de febrero de 2008)

The Gutter Twins es una banda de rock estadounidense formada por Mark Lanegan y Greg Dulli. Publicaron su primer disco en marzo de 2008, tras generar bastante expectación debido a las trayectorias previas de ambos músicos en la escena de rock alternativo de las décadas de 1990 y 2000. Justo tras la aparición de su primer LP, Saturnalia (2008), la banda comenzó una gira mundial en la que pretenden visitar varios continentes.

## Discografía
- Saturnalia (2008)
- Adorata